# Projekt L 20 e α
Das Projekt L 20 e α war der letzte zum Bau vorgesehene Großlinienschiffsentwurf der deutschen Kaiserlichen Marine und stellte hinsichtlich seiner Größe, Bewaffnung und Geschwindigkeit einen wesentlichen Entwicklungsschritt für die deutschen Seestreitkräfte dar. Der Entwurf wurde noch am 11. September 1918 – zwei Monate vor dem Ende des Ersten Weltkriegs – von Kaiser Wilhelm II. zur Durchkonstruktion und damit als definitives Bauvorhaben freigegeben. Keines der Schiffe dieses Typs kam jedoch über die Planungsstudie hinaus; weder die Zahl der geplanten Einheiten noch nähere Angaben zu Bauwerften sind bekannt. Nach dem Kriegsende wurden sämtliche Entwurfsarbeiten an der Klasse eingestellt.

## Entstehung
Obwohl die Entwicklung und der Bau von Unterseebooten nach der Eröffnung des uneingeschränkten U-Boot-Krieges im Februar 1917 Priorität hatten, wurden die Entwurfsarbeiten an weiteren Großkampfschiffen durchaus weiter betrieben. Der Staatssekretär des Reichsmarineamtes, Admiral von Capelle, betonte beispielsweise während einer entsprechenden Sitzung im April, dass „die Fertigstellung der Großen Kreuzer nicht weiter hinausgeschoben werden [dürfe].“ Capelle nahm hier Bezug auf die Stagnation beim Bau der Mackensen-Klasse, der aufgrund der auf den U-Boot-Bau konzentrierten Ressourcen nur schleppend vorankam. In der Folge übermittelte die Konstruktionsabteilung der Marine am 21. August 1917 die Grundentwürfe für zwei im Wesentlichen identische neue Großlinienschiffe (L 20 und L 24), die sich nur in der Art der Torpedobewaffnung unterschieden: L 20 trug Unterwasser-, L 24 dagegen Überwasser-Rohrsätze. Ein Maximum von 45.000 t Verdrängung wurde für beide Typen angenommen. Problematisch erwies sich die für beide Typen zunächst angenommene relativ niedrige Geschwindigkeit von nur rund 23 Knoten Spitze: Vor allem der Flottenchef Admiral Scheer war mit dieser Leistung nicht einverstanden. So kam es, dass bei einem erneuten Vortrag von Capelles vor dem Kaiser zu diesem Thema am 28. Juni 1918 entschieden wurde, neben einem auf höhere – aber aus der Sicht der Flottenführung immer noch nicht ausreichende – Geschwindigkeit hin ausgelegten Großlinienschiff-Entwurf auf der Grundlage von L 20 zusätzlich ein leichter bewaffnetes, aber deutlich schnelleres Schiff in der Fortführung der Großen Kreuzer zu planen (Entwürfe GK 3521, 3021, 3022). Damit war das ursprünglich avisierte Ziel, einen in allen Gesichtspunkten (Bewaffnung, Schutz und Geschwindigkeit) überlegenen „Einheitstyp“ zu schaffen, vom Tisch. Am 11. September 1918 befahl Wilhelm II. die Ausführung des Bauentwurfs L 20 e α als Nachfolger der Bayern-Klasse. Die GK-Entwürfe für schnelle Großkampfschiffe erreichten dieses Stadium hingegen nicht mehr.

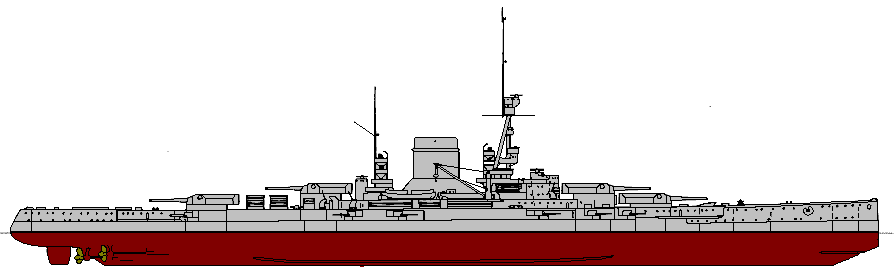
Die Ersatz-Yorck-Klasse (Abbildung) stellte den Höhepunkt der Entwicklung der deutschen Großen Kreuzer im Ersten Weltkrieg dar. Der Entwurf für L 20 e α ähnelte diesem Konzept – bis auf Details in der Aufbautengestaltung – äußerlich weitgehend.

## Technische Daten
Der Entwurf des Typs L 20 e α bedeutete in vielerlei Hinsicht einen Quantensprung für den Großkampfschiffbau in Deutschland. Besonders deutlich wird dies bei einer Gegenüberstellung der Baudaten der unmittelbar vorangehenden Bayern-Klasse:
| Typklasse     | Länge über Alles | Breite | Kaliber Hauptbewaffnung | Leistung / Höchstgeschwindigkeit | Maximalverdrängung |
| ------------- | ---------------- | ------ | ----------------------- | -------------------------------- | ------------------ |
| Bayern-Klasse | 180 m            | 30 m   | 38 cm                   | 35.000 PS / 22 kn                | 32.200 t           |
| L 20 e α      | 238 m            | 33,5 m | 42 cm                   | 100.000 PS / 26 kn               | 48.800 t           |

Besonders augenfällig sind die erheblich gestiegene Länge und die deutlich höhere Maximalgeschwindigkeit. Zum ersten Mal wurde mit den Schiffen der L-20-e-α-Klasse das Konzept vom schwer bewaffneten, aber langsamen Linienschiff zugunsten eines in allen Punkten leistungsfähigen Großkampfschiffes aufgegeben – auch wenn die angestrebten 26 kn den Endvorstellungen der Planer noch nicht voll genügten.
Neu und in der Geschichte des deutschen Großkampfschiffbaues einzigartig war auch die Kalibersteigerung auf 42 cm. Zum ersten Mal wollte die Kaiserliche Marine nicht nur qualitativen Gleichstand mit den quantitativ überlegenen britischen Geschützen erreichen (vgl. 28 cm vs. 30,5 cm bei den Großen Kreuzern/Schlachtkreuzern), sondern auch in der Kalibergröße den Gegner übertrumpfen. Zu den Geschützen für L 20 e α sind keine näheren Angaben zu Leistungsfähigkeit, Reichweite oder Durchschlagskraft bekannt. Zwar sollten die während des Zweiten Weltkriegs entstandenen späten Entwürfe der H-Klasse mit noch stärkeren Geschützen bewaffnet werden (bis zu 50,8 cm), diese Entwürfe wurden jedoch niemals mit dem Anspruch auf Verwirklichung erstellt. Mit der Genehmigung des Entwurfs L 20 e α können dessen 42-cm-Geschütze hingegen kalibermäßig als stärkste jemals in Auftrag gegebene deutsche Schiffsartillerie gelten.